# Kommissar für Wettbewerb
Der Kommissar für Wettbewerb ist ein Mitglied der Europäischen Kommission und zuständig für kommerziellen Wettbewerb, Unternehmensfusionen und Anti-Kartell-Gesetzgebung.
Die der Kommission für Wettbewerb unterstehende Generaldirektion Wettbewerb hat weitreichenden Einfluss sowohl bei der Genehmigung von Subventionen durch Mitgliedstaaten als auch bei der Fusions- und Monopolkontrolle. Davon sind auch multinationale Unternehmen betroffenen, die ihren Sitz nicht in der EU haben, aber auf dem Europäischen Binnenmarkt aktiv sind. In der Vergangenheit wurden Fusionen wie z. B. der US-amerikanischen Unternehmen General Electric und Honeywell unterbunden sowie Bußgelder bis über eine Milliarde Euro verhängt, etwa gegen Microsoft (insgesamt 1,7 Mrd. €), Intel (1,06 Mrd. €), ThyssenKrupp (478 Mio. €) oder Siemens (419 Mio. €). Da die Europäische Kommission in der Wettbewerbspolitik sehr weitreichende Kompetenzen hat, gilt das Amt als ein Schlüsselressort.

## Bisherige Amtsinhaber
| Kommissar            | Amtszeit  | Staat                  | nationale Partei   | europäische Partei / politische Richtung |
| -------------------- | --------- | ---------------------- | ------------------ | ---------------------------------------- |
| Teresa Ribera        | seit 2024 | Spanien                | PSOE               | SPE                                      |
| Margrethe Vestager   | 2014–2024 | Dänemark               | RV                 | ALDE                                     |
| Joaquín Almunia      | 2010–2014 | Spanien                | PSOE               | SPE                                      |
| Neelie Kroes         | 2004–2010 | Niederlande            | VVD                | ELDR                                     |
| Mario Monti          | 1999–2004 | Italien                | parteilos          | parteilos                                |
| Karel Van Miert      | 1993–1999 | Belgien                | SP                 | SPE                                      |
| Leon Brittan         | 1989–1993 | Vereinigtes Königreich | Conservative Party | ED                                       |
| Peter Sutherland     | 1985–1989 | Irland                 | FG                 | EVP                                      |
| Frans Andriessen     | 1981–1985 | Niederlande            | CDA                | EVP                                      |
| Raymond Vouel        | 1976–1981 | Luxemburg              | LSAP               | SPE                                      |
| Albert Borschette    | 1970–1976 | Luxemburg              | parteilos          | parteilos                                |
| Maan Sassen          | 1967–1970 | Niederlande            | KVP                | christdemokratisch                       |
| Hans von der Groeben | 1959–1967 | Deutschland            | CDU nahestehend    | christdemokratisch                       |